# Операция «Паутина»
Опера́ция «Паути́на» (укр. «Павутина») — военная операция Службы безопасности Украины в период вторжения России на Украину, в ходе которой 1 июня 2025 года российские военные аэродромы «Дягилево», «Оленья», «Иваново» и «Белая» подверглись атаке FPV-дронами, провезёнными в грузовиках к местам пуска втайне от водителей. Это стало крупнейшей атакой по военной инфраструктуре в глубине российской территории.

## Обстановка накануне
Атака была проведена спустя неделю после крупнейшей российской атаки по Украине с начала войны из 367 ракет и дронов, унесшей жизни 13 мирных жителей, включая троих детей. Также атака была проведена накануне прямых переговоров между Украиной и Россией в Стамбуле, которые состоялись 2 июня 2025 года. О намерении российской стороны провести прямые переговоры с украинской стороной 2 июня 2025 года заявил министр иностранных дел России Сергей Лавров ещё 28 мая 2025 года, на что украинская сторона ответила согласием 30 мая 2025 года. Атака прошла также на фоне подрывов мостов в России, произошедших в течение ночи с 31 мая на 1 июня 2025 года. Украина не уведомила администрацию президента США о проведении операции.

## Подготовка

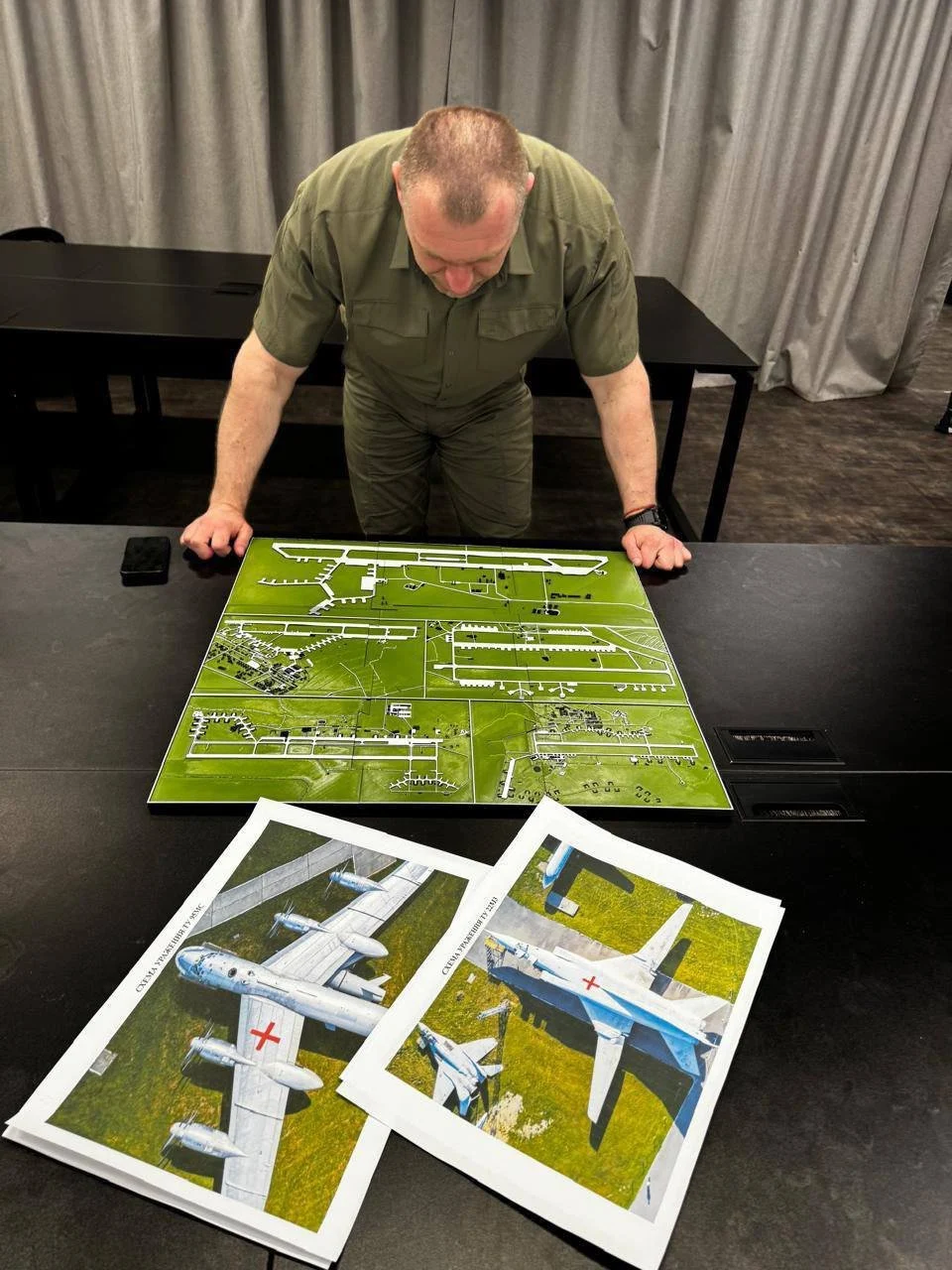
Глава СБУ Василий Малюк изучает спутниковые снимки пяти российских военных аэродромов в ходе спецоперации 1 июня 2025 года

На 1 июня 2025 года у военных РФ было 54 бомбардировщика Ту-22М3 и 58 бомбардировщиков Ту-95М, причём не было точных данных, сколько из них могли летать. Операцией под кодовым названием «Паутина» командовал глава СБУ Василий Малюк. Она готовилась более полутора лет. БПЛА, переправленные на территорию России, были затем  спрятаны под крышами бытовок, которые перевозились на грузовых автомобилях. В нужный момент крыши бытовок были дистанционно открыты и БПЛА были запущены.
Украина использовала дроны с искусственным интеллектом, который был обучен с использованием советских музейных экспонатов на территории страны. Контейнеры с дронами предположительно собирались на складе в Челябинске.

## Атака
1 июня 2025 года дроны вылетели из установленных на фурах бытовок и поразили стратегические и дальние бомбардировщики, а также военно-транспортный самолёт. Атакам подверглись сразу четыре авиабазы: «Оленья», «Белая», «Дягилево» и «Иваново». По информации украинской стороны, было использовано 117 беспилотников. Планировалась атака на авиабазу «Украинка», однако она сорвалась, так как грузовик с дронами взорвался по пути.

### Авиабаза «Оленья»
После появления в СМИ информации о массовом перебазировании на базу «Оленья» к югу от Мурманска самолётов стратегической авиации на авиабазу было совершено нападение с помощью FPV-дронов. По сообщениям зарубежной прессы, несколько стратегических бомбардировщиков получили серьёзные повреждения. Жители Оленегорска сообщали о взрывах и пожаре. Позже было опубликовано видео с последствиями атаки. Нападение на аэродром «Оленья» было произведено из грузовика на АЗС. Было минимум 10 взрывов. Власти запретили населению покидать Оленегорск и закрыли туда въезд. На аэродроме «Оленья» базируются бомбардировщики Ту-22М3, способные нести ядерное оружие. По данным OSINT-проекта AviVector на 26 мая на авиабазе базировались 2 бомбардировщика Ту-95МС, 3 бомбардировщика Ту-160 и 2 истребителя Су-34.

### Авиабаза «Белая»
Предположительно атака была нанесена по военному аэродрому «Белая», который находится в Усольском районе Иркутской области. Атаку подтвердили местные жители и губернатор. Также, по заявлению губернатора Игоря Кобзева, был «сброс на старое здание» в Новомальтинске. Как и в Мурманской области, беспилотники были запущены из фуры. Это первая с начала войны атака по территории Сибири. На данном аэродроме дислоцируется 200-й гвардейский тяжелый бомбардировочный авиационный Брестский Краснознаменный полк, имеющий на вооружении бомбардировщики Ту-22М3. По данным OSINT-проекта AviVector за день до атаки на авиабазе находилось 52 дальних и стратегических бомбардировщика (35 Ту-22МЗ, 6 Ту-95МС и 7 Ту-160) и 30 истребителей МиГ-31, а также 8 единиц вспомогательной и транспортной авиации.
1 июня 2025 года в социальных сетях были опубликованы видеоролики, на которых несколько человек забрались на крышу фуры и мешали дронам вылетать из автомобиля. По словам дальнобойщика, бросавшего камни в дроны, этим были заняты все люди, находившиеся на парковке.

### Авиабаза «Дягилево»
Источники Deutsche Welle и Би-би-си в СБУ сообщили об атаках на аэродром «Дягилево» близ Рязани. Местный губернатор также подтвердил атаку. Он заявил, что осколок сбитого дрона повредил крышу жилого дома, никто не пострадал. Во время атаки было зафиксировано 7 взрывов. На данном аэродроме базируются бомбардировщики Ту-95МС и Ту-22М3. 4 июня СБУ опубликовало видео атаки на аэродром.

### Авиабаза «Иваново»
Источники Deutsche Welle и Би-би-си в СБУ сообщили об атаках на аэродром «Иваново» близ одноимённого областного центра. Местные власти об атаке не сообщали. Аэродром «Иваново» расположен в более чем 500 километрах от границы с Украиной. 23 мая 2025 года авиабаза уже подвергалась атаке. Согласно предположениям The Moscow Times, на аэродроме могли быть поражены самолёты дальнего радиолокационного обнаружения и управления А-50, с помощью которых российские войска выявляют украинские системы ПВО. 4 июня СБУ опубликовало видео атаки на аэродром.

### Авиабаза «Украинка»
Согласно предположениям «Медиазоны», СБУ планировало совершить атаку на военную базу в Амурской области, но эта атака не получилась. Вывод издания основан на анализе снимка главы СБУ Василия Малюка со схемой операции, опубликованного украинским изданием «Бабель». Телеграм-канал «Осторожно, новости» сообщил, что 1 июня 2025 года около аэродрома «Украинка» сгорел грузовой автомобиль, в котором могли находиться украинские дроны.

## Последствия
Согласно официальному пресс-релизу СБУ, нанесённый России ущерб достигает 7 миллиардов долларов. По их заявлению, поражён 41 самолёт (включая самолёты А-50, бомбардировщики Ту-95 и бомбардировщики Ту-22М3), что составляет 34 % стратегических носителей крылатых ракет на основных аэродромах базирования РФ.
3 июня 2025 года Генеральный штаб ВСУ также заявил об уничтожении 41 российского самолёта в ходе атак 1 июня.
Российские провластные Telegram-каналы оценивают потери в количестве до четырёх Ту-95, пяти Ту-22М3 и одного самолёта Ан-12.
По оценке НАТО, было повреждено более 40 единиц российской стратегической авиации, из которых уничтожено — от 10 до 13 единиц. В это число входят: 15 бомбардировщиков Ту-95, 12 — Ту-22М3 и 1 самолет раннего предупреждения А-50 (из, возможно, всего 5 аналогичных действующих самолетов на вооружении у России). Всего уничтожено 34 % российских стратегических носителей крылатых ракет. Согласно официальному комментарию: «Эти самолеты с начала войны выпустили более 3000 крылатых ракет, поразивших гражданские объекты и инфраструктуру Украины».
Ряд OSINT-аналитиков дали свои оценки на основе видеороликов, снятых с дронов над поражёнными аэродромами:
- MarcinRogowsk14 отметил, что после атаки авиабазы «Белая» столбы дыма поднялись с мест стоянок двух бомбардировщиков Ту-22МЗ, двух Ту-95МС и одного Ту-160. ️На авиабазе «Оленья» загорелись пять самолётов: два Ту-95МС и один военно-транспортный Ан-12 уничтожены, состояние ещё двух Ту-95МС аналитик оценить затруднился. Ему также удалось установить бортовой номер одного из поврежденных Ту-95МС — RF-94257 «Челябинск»[24].
- Moklasen написал, что на «Оленьей» было уничтожено по крайней мере 3—4 стратегических бомбардировщика[24].
- Dnipro написал, что всего было уничтожено по меньшей мере 8 бортов: семь самолётов Ту-95МС и Ту-22МЗ, а также один Ан-12[24].

2 июня георазведывательный аналитик Крис Биггерс опубликовал в соцсети Х спутниковые снимки авиабазы «Белая» в Иркутской области. На них зафиксированы попадания по четырём самолётам Ту-95 и 4 Ту-22М3. Украинский ресурс «Око Гора ✙ Новости и аналитика» по опубликованным видео также подтвердил поражение пяти самолётов на авиабазе «Оленья» в Мурманской области: четырёх Ту-95 и одного Ан-12. Таким образом, по подсчётам Deutsche Welle, в целом на утро 2 июня подтверждено поражение 13 самолетов — восьми Ту-95, четырёх Ту-22М3 и одного Ан-12.
Институт изучения войны в своём отчёте за 2 июня отметил публикации OSINT-аналитиков, которые проанализировали опубликованные спутниковые снимки и видео:
- спутниковые снимки указывают на то, что украинские спецслужбы, вероятно, уничтожили или повредили четыре бомбардировщика Ту-95 и три бомбардировщика Ту-22М3 на авиабазе «Белая»;
- по мнению OSINT-аналитиков, украинские спецслужбы, вероятно, уничтожили или повредили один самолёт ДРЛО А-50 на авиабазе «Иваново».
- видеозаписи указывают на то, что украинские спецслужбы уничтожили или повредили пять бомбардировщиков Ту-95 и один транспортный самолет Ан-22 на авиабазе «Оленья».

На спутниковых снимках Airbus Pleiades Neo, треть аэродрома «Иваново» скрыта за тучами, а на видимой части отсутствуют какие-либо следы атаки, при этом объекты на одной из стоянок, напоминающие обломки, находились там ещё до атаки. OSINT-аналитик MarcinRogowsk14 предположил, что обломки, которые приняли за уничтоженный А-50, на самом деле могут принадлежать Ил-76, разбившемуся рядом с авиабазой в 2024 году. Издание The Telegraph сообщило, что получила от украинских спецслужб видеозаписи, свидетельствующие о попадании дронов в радары по меньшей мере двух самолётов А-50. На видеозаписях, опубликованных СБУ 4 июня, запечатлено, как дроны долетели до двух А-50, но невозможно установить произошли ли подрывы и были ли самолёты повреждены.
Издание The Telegraph сообщило, что получила от украинских спецслужб видеозаписи, подтверждающие факт атаки по аэродрому и попадание дронов по меньшей мере в два самолёта А-50.
Согласно анализу видео, опубликованных СБУ 4 июня, проведённому радио «Свобода»:
- кадры могут свидетельствовать о поражении двух самолетов дальнего радиолокационного обнаружения (ДРЛВ) А-50 на аэродроме вблизи города Иваново;
- на кадрах видно поражение двух стратегических бомбардировщика Ту-95МС, по меньшей мере, двух Ту-22М и одного транспортного самолета Ан-12 на авиабазе «Оленья» в Мурманской области;
- на кадрах видно поражение трёх бомбардировщиков Ту-22М, которые располагались на аэродроме «Дягилево» в Рязанской области;
- на кадрах видно поражение трёх Ту-22М и двух Ту-95МС на аэродроме «Белая» в Иркутской области.

Соответственно, учитывая данные из нового видео СБУ, украинские дроны уничтожили или повредили по меньшей мере 21 самолет на российских авиабазах 1 июня.
На видеозаписях, опубликованных СБУ 4 июня, запечатлено поражение большего числа самолётов, чем удалось подтвердить по спутниковым снимкам. По предположению издания The Insider, это может быть вызвано либо осечкой дронов и отсутствием подрыва, либо характером нанесённых повреждений, который не позволяет заметить их на спутниковых снимках низкого разрешения.
Издание «Meduza» отметило, что по видео нельзя понять, произошли ли взрывы и какими были последствия атаки для самолётов.
Согласно публикации Reuters от 4 июня, в котрой издание сослалось на двух анонимных чиновников США, в результате атаки беспилотников было повреждено до 20 российских самолетов, из которых уничтожено около 10. Агентство отметило, что не смогло независимо проверить данные цифры.
По оценке Центра стратегических и международных исследований на 4 июня, сделанной на основе спутниковых снимков и видео атак, Украина уничтожила или повредила не менее чем:
- 4 Ту-95 и 3 Ту-22М3 на базе «Белая»;
- 4 Ту-95 и 1 Ан-12 на базе «Оленья»;
- 2 А-50У на базе «Иваново»;
- неопределённое количество Ту-22М3 на базе «Дягилево».

В то же время ЦСМИ отмертил, что полное влияние атак, вероятно, станет яснее, когда дополнительные изображения появятся в ближайшие дни.
6 июня научный сотрудник Международного института стратегических исследований Джозеф Демпси опубликовал анализ спутниковых снимков от Planet Labs, Maxar и видеозаписей СБУ, согласно которому подтвержденные потери российской авиации составили: 7 уничтоженных ТУ-95МС/95МС-16 (из 58 стоящих на вооружении), 4 уничтоженных и 2 поврежденных Ту-22М3 (из 54 стоящих на вооружении), 1 уничтоженный Ан-12БК (из 45 стоящих на вооружении). К дополнению, были атакованы, но поражение не подтверждено 4 Ту-22М3, 1 Ил-78/78M (из 15 стоящих на вооружении) и 2 вероятно списанные А-50 (из 7 стоящих на вооружении модифицированных до уровня А-50У).
7 июня опубликована оценка военных экспертов NBC News. По их оценке спутниковые снимки Planet Labs та Maxar подтверждают уничтожение 10 самолётов. По оценке Оливера Александера, датского OSINT-аналитика, спутниковые снимки и видео СБУ показывают, что 12 самолетов «полностью уничтожены» и еще 10 «подбиты» дронами. Он отметил, что при отсутствии следов горения «оценить уровень повреждений по спутниковым снимкам трудно или невозможно». Если пострадавших бортов больше — «нам не хватает видеодоказательств примерно 15 попаданий». В целом, согласно проведённому анализу:
- спутниковые снимки Planet Labs и Maxar, сделанные 5 июня, через 4 дня после нападения, показали 6 самолетов на аэродроме «Белая», полностью уничтоженных в результате атаки. 3 из них были стратегическими бомбардировщиками Ту-95, 3 — сверхзвуковыми бомбардировщиками Ту-22, все из которых использовались для запуска ракет по Украине.
- на авиабазе «Оленья», на спутниковых снимках, сделанных в тот же день, были видны свежие следы горения и обломки там, где раньше были припаркованы самолеты. Изображения подтверждают, что по меньшей мере 2 были Ту-95, а еще 1 – Ту-22. Видео в социальных сетях, геолокированное NBC News на авиабазе «Оленья», показывает мужчину в военной форме, снимающего стену пламени, также вокруг бомбардировщика Ту-95.
- хотя Украина обнародовала, по ее словам, записи атак беспилотников на эти авиабазы, а также 2 другие в Ивановской и Рязанской областях, спутниковые снимки не показали никаких видимых признаков повреждений на этих объектах.

Акции российских компаний резко подешевели на воскресных торгах Московской биржи после новостей о массированных ударах Украины по базам стратегической авиации РФ. На 15:52 (UTC+3) бумаги «Сбербанка России» падали на 2,3 %, «Газпрома» — на 3,1 %, «ВТБ» — на 2,3 %, «Роснефти» — на 1,9 %. Более 3 % теряли котировки «Новатэка», на 2,8 % подешевела «Северсталь», на 2,7 % — «Норильский никель». На фоне атаки аналитики MMI отмечали повышение неопределённости в отношении предстоящего 6 июня заседания Центробанка по ставке: вероятность смягчения денежной политики, на которое надеялся рынок, снизилась.
Telegram-канал «Белорусский силовик» опубликовал видеозапись с сопроводительным текстом: «Водитель фуры, из которой вылетали беспилотники во время атаки аэродрома». На видеозаписи на фоне фуры запечатлён окоченевший труп мужчины с синим лицом и, предположительно, затяжкой на шее; состояние трупа свидетельствует о том, что на момент съёмки человек был мёртв не менее восьми часов, что означало бы, что на момент атаки он уже был мёртв.

## Оценки

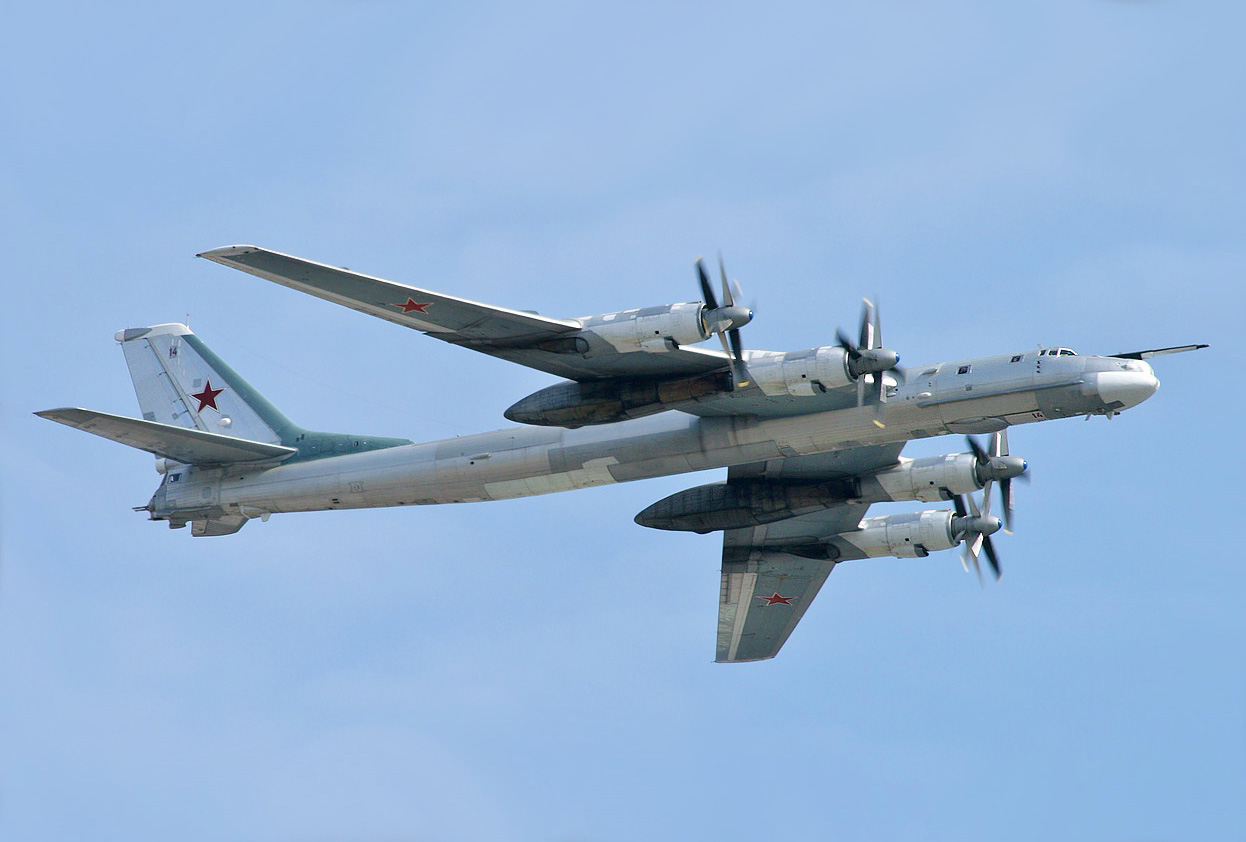
Ту-95 в полёте

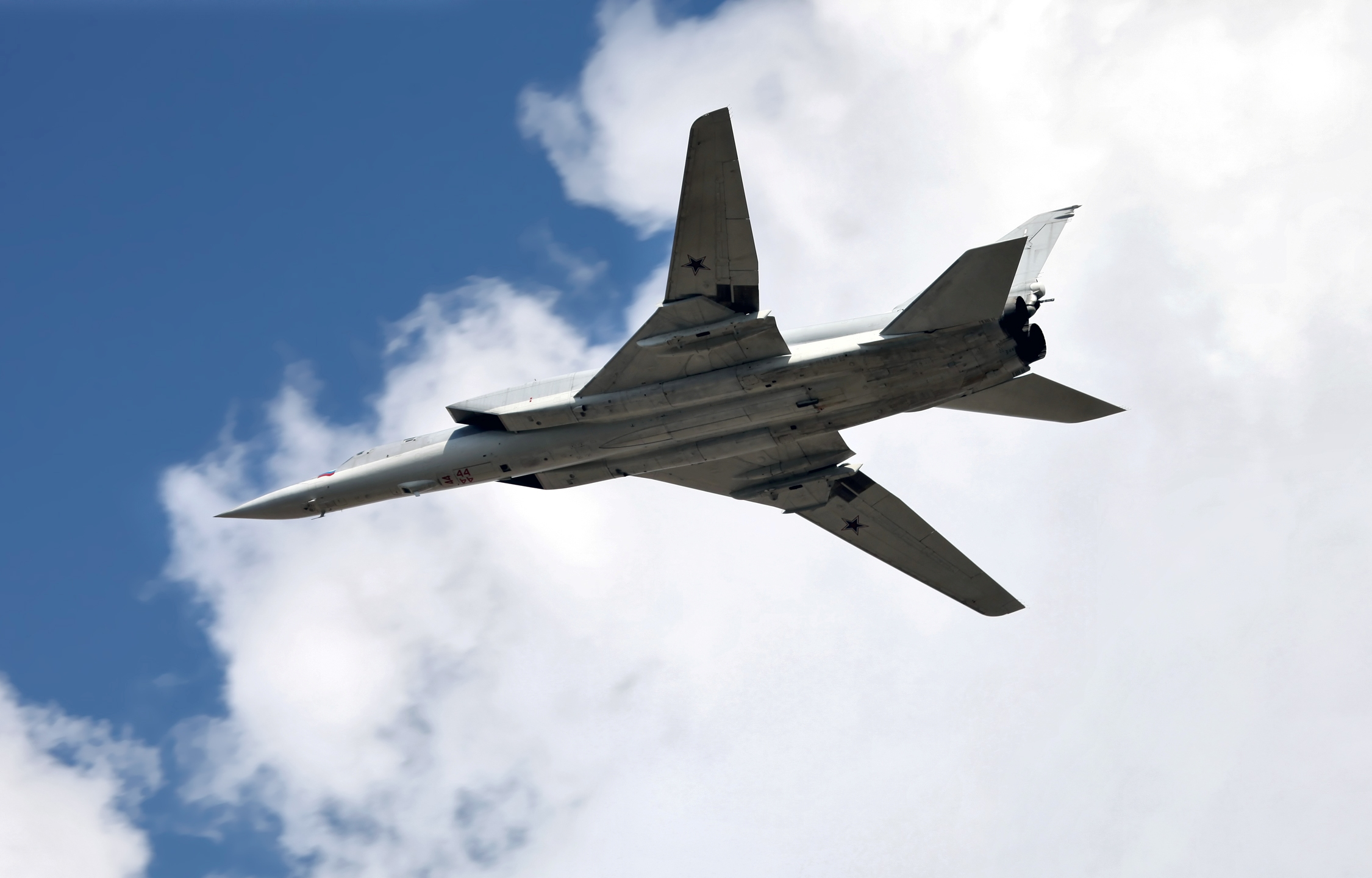
Проход Ту-22М3 в Раменском

Российские провластные каналы сравнивали произошедшее с нападением на Перл-Харбор. Западные эксперты не согласны с данной аналогией, так как нападение Японии стало внезапным началом агрессивной войны, в то время как Украина совершила атаку на четвёртый год оборонительной войны.
Ряд экспертов, опрошенных Deutsche Welle, назвали операцию «Паутина» крупнейшим в истории ударом по стратегической авиации РФ. Израильский блогер Игаль Левин охарактеризовал операцию «запредельным уровнем», который «даже сложно с чем-то сравнить». «Украинцы, конечно, подняли планку до заоблачных высот».
По мнению новостной службы Би-би-си, проведение атаки за день до запланированных переговоров в Турции не было случайным и являлось подкреплением переговорной позиции Украины с демонстрацией, что она ещё далеко не проиграла войну. Эдвард Лукас из Центра анализа европейской политики считает, что атака не стала решающим ударом, но опровергла тезис президента США Дональда Трампа «у вас нет карт на руках», который он озвучил во время ссоры в Белом доме с президентом Украины Владимиром Зеленским. Мик Райан из австралийского Института Лоуи так же считает, что атака не обеспечила стратегического перелома войны, но она стала успехом, который повысит боевой дух украинцев и украинских войск, а Россия потеряла ракетоносцы и будет вынуждена больше опасаться за свою военную инфраструктуру.
Близкий к российскому Минобороны Телеграм-канал «Рыбарь» отметил, что Ту-95 и Ту-22 давно сняты с производства, следовательно восстановить потери нечем.
Связанный с ВКС России Телеграм-канал Fighterbomber написал, что дроны применялись с кратчайшего расстояния, поэтому вывести авиацию из-под удара «было невозможно, как и применять против них „Панцири“, С-300 и так далее». Он назвал данную атаку «чёрным днём дальней авиации России».
Исследователь Дмитрий Стефанович считает, что удар является «достаточно чувствительным и неприятным», но будет иметь «слабый эффект» для российских ядерных сил. Политический аналитик Владимир Пастухов считает, что для Украины удар имеет мало значения с военной точки зрения, так как оставшихся самолётов достаточно для продолжения атак. Научный сотрудник по радиоэлектронной борьбе и противовоздушной обороне Хомас Уитингтон считает, что удар оголил неспособность России обеспечить безопасность своих ключевых стратегических ресурсов, а Украина снизила угрозу для НАТО и союзников организации, уничтожив самолёты.

## Реакция
1 июня 2025 года Министерство обороны РФ подтвердило факт атаки военных аэродромов в Мурманской, Иркутской, Ивановской, Рязанской и Амурской областях, назвав её «терактом с применением FPV-дронов». Минобороны заявило, что на аэродромах в Мурманской и Иркутской областях произошло возгорание нескольких единиц авиационной техники, а на остальных аэродромах атаки были отражены, утверждая, что жертв не было, пожары устранены, а «некоторые участники терактов задержаны».
1 июня 2025 года президент Украины Владимир Зеленский в своём Telegram-канале прокомментировал операцию, назвав её результат «абсолютно блестящим» и подчеркнув, что подготовка к ней длилась более полутора лет. Он заявил, что операция была «самостоятельным результатом Украины», а её участники заранее покинули территорию России. По его словам, операция стала «самой дальнобойной» среди проведённых Украиной за всё время войны, и в ней участвовало 117 FPV-дронов и столько же операторов дронов. Также он отметил, что «офис» операции располагался рядом с управлением ФСБ в одной из российских областей. Зеленский выразил уверенность, что эта операция «точно будет в учебниках истории», и поручил Службе безопасности Украины обнародовать разрешённые к публикации детали. В вечернем обращении 1 июня 2025 года Зеленский выразил благодарность Службе безопасности Украины, лично генералу Василию Малюку, а также всем, кто был задействован в проведении операции.
Как сообщило издание The Atlantic со ссылкой на неназванных должностных лиц в администрации Белого дома, президент США Дональд Трамп после атаки выразил разочарование тем, что она может обострить конфликт. Президент был впечатлён дерзостью ударов, но полагает, что президенту Украины стоило сосредоточиться на мирных переговорах с Россией. По мнению источников издания, удар обострил давно существующее недовольство Зеленским со стороны Трампа и вызвал новые дискуссии в Белом доме относительно того, следует ли США продолжать поддержку Украины. Спецпредставитель президента США по Украине Стивен Келлог заявил в интервью на телеканале Fox News, что удары значительно увеличивают риски в конфликте, поскольку украинские беспилотники поразили часть стратегических ядерных сил России, что может привести к серьёзным ответным действиям.

### Комментарии
1. ↑  Для обучения алгоритмов искусственного интеллекта использовались 9 списанных бомбардировщиков Ту-95МС и Ту-22М3, построенных в 1950-х годах, которые хранились в Полтавском музее дальней и стратегической авиации, бывшей авиабазе, с которой последние бомбардировщики были выведены в 2006 году
2. ↑  Позже снимок был опубликован и президентом Украины Владимиром Зеленским в своём официальном Telegram-канале
3. ↑  Ранее источник в Службе безопасности Украины в комментарии Deutsche Welle сообщал, что предварительная оценка ущерба, нанесённого России, может составлять до двух миллиардов долларов[10].